# Oberrat (Herzogtum Kurland und Semgallen)

Wappen des Herzogtums Kurland und Semgallen

Oberrat war im Herzogtum Kurland und Semgallen die Benennung der vier höchsten Würdenträger, die im Herzogtum den Obersten Rat repräsentierten. Sie waren Adelige, mussten im Besitz kurländischer Güter oder Ländereien sein und das kurländische Indigenat besitzen. Das Herzogtum Kurland und Semgallen existierte von 1561 bis 1795, nach der dritten Teilung Polens wurde es vom Russischen Reich vereinnahmt und eine neue Rangordnung installiert.

## Instanzen der Verwaltung
Der Aufbau der Verwaltung des Herzogtums war, gemäß der „Formula Regiminis“ (Regierungsformel) von 1617, in drei Stufen gegliedert: Hauptleute, Oberhauptleute und Oberräte.

### Acht Hauptleute
Die unterste Stufe bildeten acht Hauptleute, die in den, noch aus der Zeit des Deutschen Ordens stammenden, Burgen und festen Plätzen residierten und die herzoglichen Güter und Städte in ihrem jeweiligen Bezirk verwalteten.

### Vier Oberhauptleute
Es folgte die Stufe der Oberhauptleute, dieses waren je zwei aus Kurland und Semgallen, die der Herzog unter den Hauptleuten auswählte. Ihnen oblag die Verwaltung der vier Oberhauptmannschaften in Kurland (Goldingen und Tuckum) und in Semgallen (Mitau und  Selberg). Zudem übten sie die Amtsaufsicht über alle staatlichen Institutionen in ihrem Verantwortungsbereich aus und waren die Gerichtspräsidenten der Oberhauptmannschaftsgerichte als Gerichte der Ersten Instanz.

### Vier Oberräte
Die vier Oberräte waren die höchsten Würdenträger im Herzogtum Kurland und Semgallen. Sie wurden vom Herzog unter den Oberhauptleuten ausgewählt und auf Lebenszeit ernannt.
- Der Landhofmeister war gleichzeitig Vorsitzender des herzoglichen Oberrates und besaß umfassende Befugnisse im Gerichts- und Verwaltungsbereich.[4]
- Der Kanzler leitete die herzogliche Verwaltung und die Kanzlei. Nach der Angliederung des Herzogtums an Russland im Jahre 1795 war er lediglich Mitglied am Oberhofgericht. Er sollte ein „vir doctus“ (Gelehrter), kurländischer Edelmann und Gutsbesitzer sein.[5]
- Der Oberburggraf hatte administrative, militärische und richterliche Aufgaben wahrzunehmen. Sie übten die Herrschaft über das Burgterritorium aus.
- Der Landmarschall war verfassungsgemäß der Parlamentspräsident und der Vertreter der Ritterschaft. Er musste immatrikulierter adliger Rittergutsbesitzer sein.[6]

### Oberster Rat
Die vier Oberräte bildeten den „Geheimrat“ oder den „Obersten Rat“ des Herzogs. Mitunter wurden die Ämter Landhofmeister und Kanzler in Personalunion besetzt. Der Oberste Rat repräsentierte die Landesregierung und das Hofgericht beim Herzog. Sie vertraten den Herzog während dessen Abwesenheit im Herzogtum sowie im Falle von dessen Minderjährigkeit, aber auch während der herzoglosen Zeit nach dessen Tod. Darüber hinaus vertraten sie den Adel beim Herzog und wurden auch als „Ältere Brüder“ tituliert, sie konnten den Herzog zur Einhaltung der Freiheit, der Privilegien und zur Wahrung der Bürgerrechte auffordern, ohne Sanktionen seinerseits zu befürchten. Mit der Machtübernahme und Einverleibung Kurlands durch das zaristische Russland wurden die Oberräte abgeschafft, „das Oberhofgericht blieb jedoch bestehen und die Oberräte führten ihre Titel weiter, obwohl sie deren entsprechende Verwaltungsaufgaben nicht mehr hatten“.

## Oberräte (Kanzler und Landhofmeister) zwischen 1562 und 1795
- Jost Clodt von Jürgensburg (1517–1572) war von 1562 bis 1566 erster Kanzler des Herzogtums Kurland und Semgallen[9]
- Michael von Brunnow († 1583); 1566 bis 1583 unter Herzog Gotthard Kettler (1517–1587) Kanzler im Kurland. Gotthard Kettler war ab 1559 der letzte Landmeister des Deutschen Ordens in Livland und ab 1561 der erste Herzog von Kurland und Semgallen.[10]
- Michael von Manteuffel (~1572–1625);1617 bis 1625 Kanzler und herzoglicher Rat.
- Matthias von der Recke (1565–1638); 1617 bis 1638 Landhofmeister
- Friedrich Johann von der Recke (1606–1671); 1649 bis 1671 Landhofmeister
- Melchior von Fölckersam (1601–1665);1650 bis 1665 Kanzler.[11]
- Christoph Heinrich von Puttkamer († 1701); 1681 bis 1701 Kanzler und ab 1683 Kanzler und Landhofmeister.[12]
- Friedrich von Brackel (1634–1708); 1701 bis 1703 Kanzler und ab 1703 bis 1708 Kanzler und Landhofmeister. Zu seiner Zeit amtierten der Landhofmeister Christoph Heinrich von Puttkamer (1683–1701), der Kanzler und spätere Landhofmeister Friedrich von Brackel (1683–1703), der Oberburggraf Wilhelm Friedrich von Taube (1678–1690) und der Landmarschall Dietrich von Altenbockum (1679–1686)[13].
- Heinrich Christian von den Brincken (1648–1729); 1703 bis 1709 Kanzler und ab 1709 bis 1727 Landhofmeister.[14]
- Ernst von der Brüggen (1639–1713); 1709 Kanzler
- Ewald von der Osten-Sacken (gest. 1718), 1709–1718 Kanzler
- Johann Heinrich von Keyserlingk (1680–1734), 1711 bis 1712 und 1717 bis 1718 Landmarschall und dann von 1718 bis 1727 Kanzler.[15]
- Adam Kazimierz Kościuszko; 1727–1729 Landhofmeister.[16][17]
- Casimir Christoph von Brackel (1686–1742), der Sohn Friedrichs von Brackel (siehe oben); 1727 bis 1729 Kanzler und danach bis zu seinem Rücktritt im Jahre 1731 Kanzler und Landhofmeister.
- Heinrich Georg von Mirbach (1674–1736, war von 1729 bis 1731 Kanzler und von 1731 bis 1736 Landhofmeister.)[18]
- Christoph Friedrich von der Osten-Sacken, gen. Sacken auf Appricken (* 1697, † 1759); 1731–1736 Kanzler, 1736 bis 1759 Landhofmeister, 1740–1758 Mitregent.
- Hermann Christoph Finck von Finckenstein (1693–1758); 1736–1758 Kanzler
- Otto Christopher von der Howen (1699–1775); 1758 bis 1759 Kanzler sowie von 1759 bis 1763 und 1763 bis 1775 Landhofmeister[19].
- Dietrich  von Keyserling (1713–1793); 1759 bis 1763 kurländischer Kanzler.[20]
- Heinrich Christian von Offenberg (1696–1781);1733 bis 1748 Oberhauptmann von Tuckum, 1748 bis 1758 Landmarschall, 1758 bis 1763 Oberburggraf und von 1763 bis 1767 Landhofmeister.[21]
- Johann Ernst von Kopmann (1725–1786); 1763 bis 1776 Kanzler und von 1776 bis 1786 Landhofmeister.[22]
- Ernst Johann von Taube (1740–1794); 1776 bis 1788 Kanzler und von 1788 bis 1794 Kanzler und Landhofmeister.[23]
- Georg Christoph von Lüdinghausen-Wolff (1751–1807); 1794 bis 1796 und von 1797 bis 1801 Kanzler und dann von 1801 bis 1807 Landhofmeister.[24]
- Christian Ernst von Oelsen (1729–1787); 1769 bis 1772 Oberhauptmann von Tuckum, von 1772 bis 1786 Oberhauptmann von Mitau (und Schlosskommandant), 1786 Landmarschall, dann Oberburggraf und von 1786 bis 1787 Landhofmeister.[25]
- Carl Ferdinand von Orgies-Rutenberg (1741–1801); 1787 Oberhauptmann von Tuckum, 1787 bis 1794 letzter herzoglicher Kanzler und von 1794 bis 1795 letzter Landhofmeister[26] des Herzogtums.